# Silley-Bléfond
Silley-Bléfond é uma comuna francesa na região administrativa de Borgonha-Franco-Condado, no departamento de Doubs. Estende-se por uma área de 4,34 km². Em 2010 a comuna tinha 61 habitantes (densidade: 14,1 hab./km²).